# Bryn Mawr (Metro de Filadelfia)
Bryn Mawr  es una estación en la línea Púrpura del Metro de Filadelfia. La estación se encuentra localizada en Glenbrook Avenue & County Line Road en Radnor, Pensilvania. La Autoridad de Transporte del Sureste de Pensilvania (por sus siglas en inglés SEPTA) es la encargada por el mantenimiento y administración de la estación. La estación se encuentra a 5.4 millas de las vías de la Terminal de la Calle 69.

## Descripción y servicios
La estación Bryn Mawr cuenta con 1 plataforma lateral, 1 plataforma central y 3 vías. La estación también cuenta con 113 de espacios de aparcamiento.

## Conexiones
La estación es abastecida por las siguientes conexiones: 
- Rutas de autobuses de SEPTA: Ninguna